# ديفيد وارد (سياسي أمريكي)
ديفيد وارد (بالإنجليزية: David Ward)‏ هو سياسي أمريكي وبريطاني، ولد في 24 يونيو 1953 في لنكولن في المملكة المتحدة. انتخب عضو برلمان المملكة المتحدة الـ55 عن دائرة Bradford East (UK Parliament constituency) ‏ وقد انضم خلال فترته النيابية ‏ (14 سبتمبر 2013 – 30 مارس 2015) للكتلة البرلمانية الديمقراطيون الليبراليون وانتخب عضو برلمان المملكة المتحدة الـ55 عن دائرة Bradford East (UK Parliament constituency) ‏ وقد انضم خلال فترته النيابية ‏ (17 يوليو 2013 – 14 سبتمبر 2013) للكتلة البرلمانية مستقل وفي انتخابات المملكة المتحدة لعام 2010، انتخب عضو برلمان المملكة المتحدة الـ55 عن دائرة Bradford East (UK Parliament constituency) ‏ وقد انضم خلال فترته النيابية ‏ (6 مايو 2010 – 17 يوليو 2013) للكتلة البرلمانية الديمقراطيون الليبراليون.

## وصلات خارجية
- الموقع الرسمي